# Gare de Kameoka
La gare de Kameoka (亀岡駅, Kameoka-eki) est une gare ferroviaire de la ville de Kameoka, dans la préfecture de Kyoto au Japon. La gare est gérée par la JR West.

## Situation ferroviaire
La gare de Kameoka est située au point kilométrique (PK) 20,2 de la ligne principale San'in (appelée ici ligne Sagano).

## Histoire
La gare de Kameoka est inaugurée le 15 août 1899.

## Service des voyageurs

### Accès et accueil
La gare dispose d'un bâtiment voyageurs, avec guichet, ouvert tous les jours.

### Desserte
- Ligne Sagano :
  - voies 1 et 2 : direction Kyoto
  - voies 3 et 4 : direction Sonobe et Fukuchiyama